# Kinderarbeit

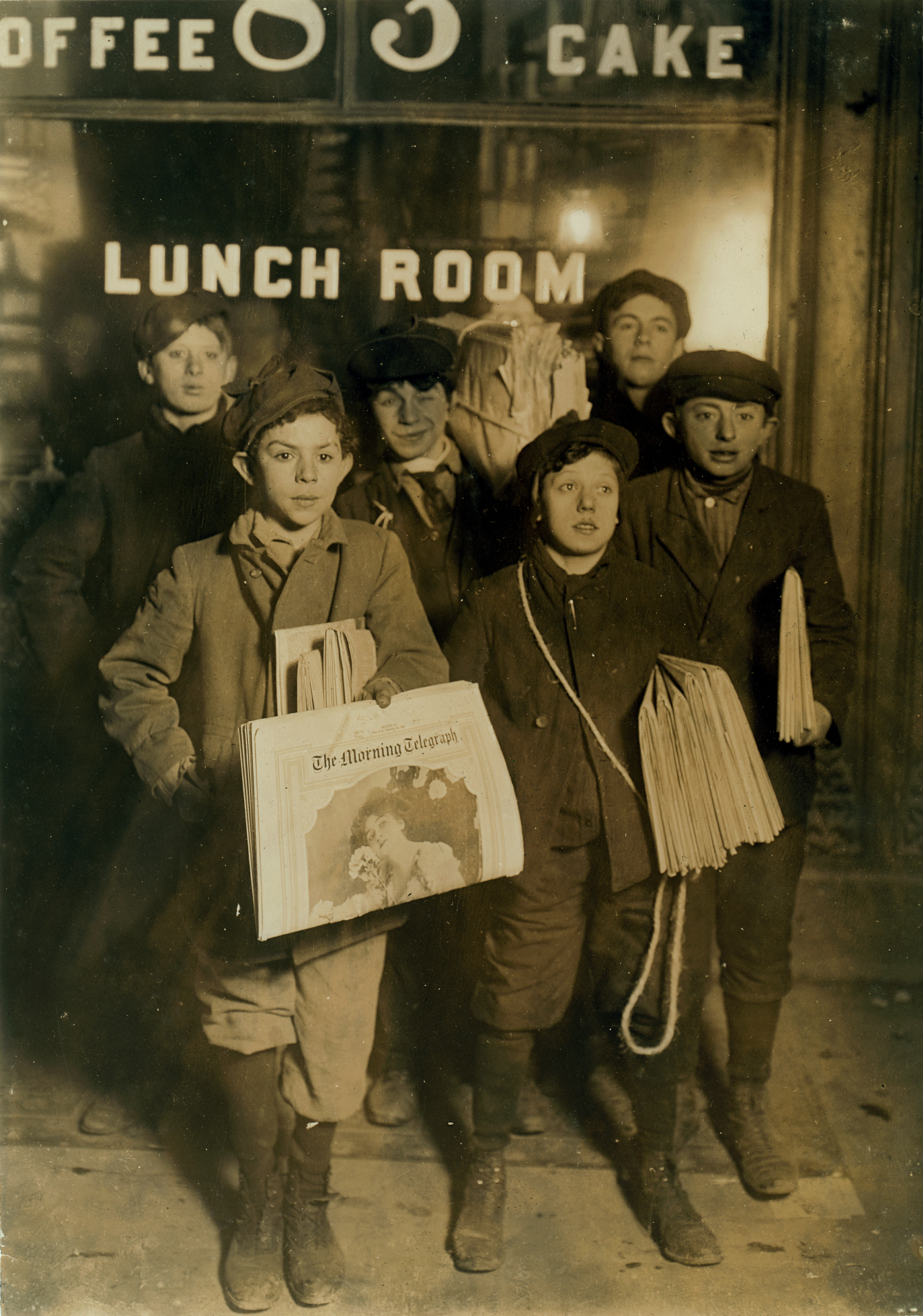
Zeitungsjungen in New York (1908)

Kinderarbeit ist von Kindern zu Erwerbszwecken verrichtete Arbeit. Für den Begriff gibt es vielfältige Definitionen, da „Kinder“, „Erwerbszweck“ und „Arbeit“ in vielerlei Hinsicht interpretierbare Begriffe sind.
Die UN-Kinderrechtskonvention (KRK) definiert Kinderarbeit als Tätigkeiten von unter 18-Jährigen, die ihnen schaden oder sie am Schulbesuch hindern (KRK, Artikel 32). Laut UNICEF zählen als Kinderarbeit jene Arbeiten, für die Kinder zu jung sind, die gefährlich oder ausbeuterisch sind, die körperliche oder seelische Entwicklung schädigen oder die Kinder vom Schulbesuch abhalten. Sie beraubt Kinder ihrer Kindheit und verstößt gegen die weltweit gültigen Kinderrechte.
Die Internationale Arbeitsorganisation (ILO), eine Organisation der Vereinten Nationen, definiert die Obergrenze für Kinderarbeit unter normalen Umständen als 15 Jahre (Mindestalter-Konvention 138). Die Konvention 138 wurde von 173 ILO-Mitgliedsstaaten ratifiziert, sie ist international anerkannt.

## Geschichte der Kinderarbeit

### Extreme Ausweitung ab 1700

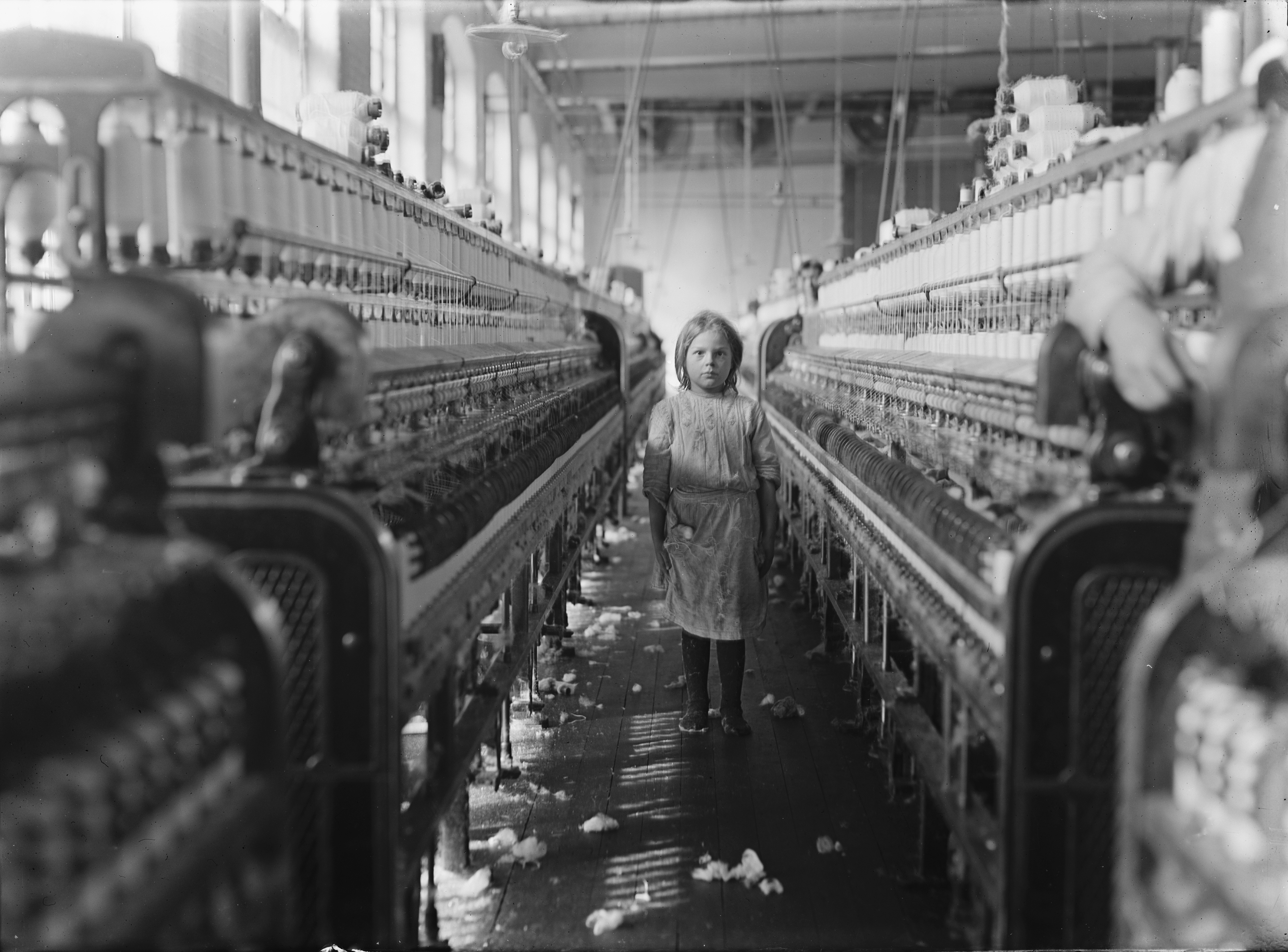
Kinderarbeit in einer Fabrik (USA, 1908).

Kinderarbeit gibt es bereits seit Menschengedenken, aber mit der Industrialisierung nahm sie im 18. und 19. Jahrhundert in Europa und den USA Ausmaße an, die die Gesundheit und Bildung der Bevölkerung massiv beeinträchtigten. Kinder ab vier Jahren arbeiteten in dieser Zeitepoche nicht nur als Hilfskräfte und Dienstboten, sondern auch zu einem großen Teil in der Textilindustrie, in Kohlegruben und Minen, bis zu 16 Stunden täglich. Manche Arbeiten im Bergbau konnten nur von Kindern wegen ihrer geringen Körpergröße ausgeführt werden. Um 1800 war ein Drittel der Fabrikarbeiter in den USA zwischen sieben und zwölf Jahren alt.
Kinder, die arbeiteten, hatten neben hohen Gesundheitsrisiken oft nur eine minimale Schulbildung. Nach einer Untersuchung im Jahr 1819 konnten von 715 Kindern, die arbeiteten, nur 455 lesen, 351 ein wenig schreiben und 234 etwas rechnen. Die Kinderarbeit ermöglichte den Familien ein zusätzliches und oft dringend notwendiges Einkommen. Die Unternehmen, die Kinder beschäftigten, fühlten sich daher als Wohltäter. Dabei beuteten sie die Kinderarbeiter aus, die meist nur den Bruchteil des Lohnes eines erwachsenen Arbeiters bekamen.

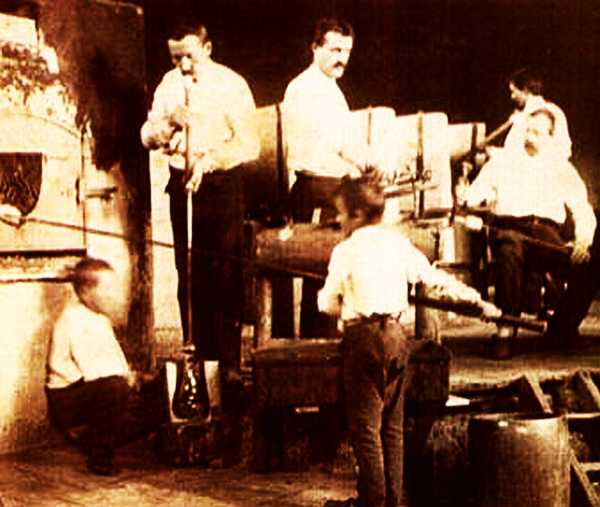
Glashütte Eleonorenhain (heute Lenora) / Böhmen 1890 Kinderarbeit beim Eintragen

In England übernahmen, wie Friedrich Engels in seiner Untersuchung Die Lage der arbeitenden Klasse in England (1845) festhielt, die Spinn- und Webmaschinen einen zunehmenden Anteil der Arbeit, welche vormals Körperkraft erfordert hatte, und das verbleibende Zusammenknüpfen gebrochener Fäden erledigten nunmehr meist Frauen und Kinder zu geringerem Lohn. Aufgrund der hohen Mortalität bei der Arbeit an den Maschinen – oft wurden die Kinder zwischen den Maschinenreihen und den heran rasenden Maschinengestellen zerquetscht – beschäftigte man Kinder aus Waisenhäusern.
Auch in Deutschland wurden Kinder früher häufig in Bergwerken eingesetzt, so etwa sog. Scheidejungen und Grubenjungen.
Der US-amerikanische Fotograf Lewis Wickes Hine (1874–1940) hat um 1900 im Auftrag des National Child Labor Committee die Kinderarbeit dokumentiert.

#### Kinder in der Landwirtschaft
In der Schweiz konnten zwischen 1800 und 1950 Bauern von den Behörden Verdingkinder, d. h. Waisen- und Scheidungskinder, auf einem Verdingmarkt ersteigern. Solche Kinder wurden meistens zu Zwangsarbeit eingesetzt.
Vor allem im 19. Jahrhundert bis hinein in die 1920er Jahre zogen jährlich Kinder aus Tirol, Südtirol, Vorarlberg und der Schweiz zu Fuß über die Alpen nach Oberschwaben, um dort den Sommer über vor allem in der Landwirtschaft zu arbeiten (siehe dazu den eigenen Artikel Schwabenkinder).
In der elterlichen Landwirtschaft, insbesondere in der Nebenerwerbslandwirtschaft, wurden Kinder regelmäßig als Helfer herangezogen und das bis hinein in die 1950er Jahre. Die Schulferien wurden so gelegt, dass die Kinder bei den Ernten (Heuernte, Getreideernte, Kartoffelernte) helfen konnten; sie waren dabei willkommene, unverzichtbare Hilfskräfte.

### Erste gesetzliche Einschränkungen
Im Verlauf des 19. Jahrhunderts schränkten mehrere Fabrikgesetze („Factory Acts“) die Kinderarbeit schrittweise ein. In Europa war das Vereinigte Königreich 1833 das erste Land, das die Kinderarbeit beschränkte, wenig später erließ Preußen 1839 mit dem Preußischen Regulativ ein noch fortschrittlicheres und weitreichenderes Schutzgesetz. Ausschlaggebend dafür war nicht die mangelnde Qualität der Rekruten, wie in Folge der marxistischen Forschung lange angenommen wurde, sondern die massive Verletzung der Schulpflicht.
Das Preußische Regulativ untersagte es, die 9- bis 16-Jährigen länger als zehn Stunden täglich, sowie sonntags und nachts arbeiten zu lassen. Im Jahr 1853 wurde das Mindestalter für die Fabrikarbeit auf zwölf Jahre angehoben. Die Umsetzung des Gesetzes gelang nicht immer, und noch 1858 arbeiteten 12.500 Kinder im Alter von 8 bis 14 Jahren in preußischen Fabriken. Als Folge der Kinderarbeit wurde in Preußen die Gewerbeaufsicht gegründet.
Im Königreich Bayern und Großherzogtum Baden wurden 1840 Kinderschutzbestimmungen erlassen, in den anderen deutschen Ländern erst in den 1860er Jahren.
Ein am 1. Januar 1904 in Kraft getretenes Kinderschutzgesetz untersagte im Deutschen Kaiserreich die Beschäftigung von Kindern unter zwölf Jahren in gewerblichen Unternehmen. Die Kinderarbeit in Familienbetrieben war 1906 für unter 10-Jährige erlaubt.
„In den meisten anderen Industriestaaten Westeuropas wurden Gesetze zur Einschränkung der Kinderarbeit erst sehr viel später als in Deutschland verabschiedet, wobei fast alle Staaten nur die Kinderarbeit in Fabriken einschränkten.“
siehe auch Jugendarbeitsschutzgesetz#Geschichte

## Kategorien der Kinderarbeit (ILO)

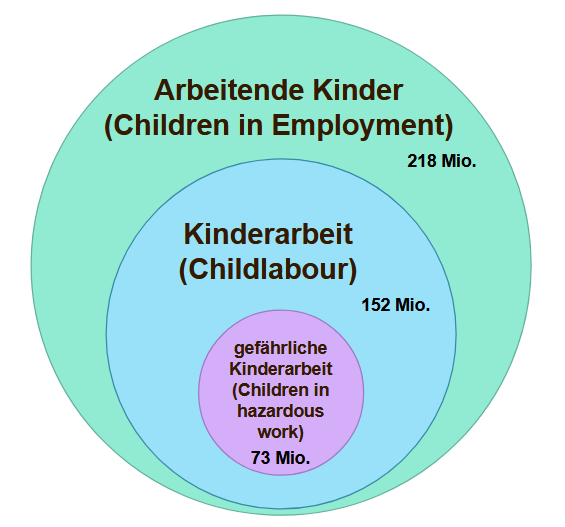
Relation Arbeitende Kinder, Kinderarbeit und gefährliche Kinderarbeit

In den folgenden Begriffen der ILO bezeichnet „Kinder“ Menschen von 7 bis 14 Jahren.
Arbeitende Kinder (Children in Employment) sind diejenigen, die in irgendeinem Marktsegment arbeiten. Diese Gruppe beinhaltet Kinder, die in der formellen, oder in der informellen Wirtschaft arbeiten; für Bezahlung oder andere Vorteile; und Haushaltsarbeit außerhalb des Elternhauses (bezahlt oder unbezahlt).
Kinderarbeit (Children in Childlabour) ist ein Teil der arbeitenden Kinder. Darin nicht enthalten sind (a) Kinder mit erlaubter leichter Arbeit und (b) Kinder über dem Mindestalter, deren Arbeit nicht als die schlimmste Form der Kinderarbeit nämlich gefährliche Kinderarbeit klassifiziert wird.
Gefährliche Kinderarbeit (Children in hazardous work) ist wiederum ein Subset der Kinderarbeit. Definiert wird sie in Artikel 3 der ILO Konvention Nr. 182. Diese Kategorie beinhaltet (a) alle Formen der Sklaverei oder Praktiken ähnlich der Sklaverei, wie z. B. Kinderhandel, Schuldknechtschaft, Leibeigenschaft, Zwangsverpflichtung in Kinderarmeen (b) das Benutzen oder Anbieten eines Kindes für Pornografie oder für pornografische Darstellungen (c) das Benutzen oder Anbieten eines Kindes für illegale Aktivitäten, besonders für die Produktion und den Handel mit Drogen und (d) Arbeit, die von sich aus oder wegen der Umstände wie sie ausgeführt wird, vermutlich die Gesundheit, Sicherheit oder Moral der Kinder schädigt.

## Aktuelle Situation (2020)

Kinderarbeit – schuften, um zu überleben

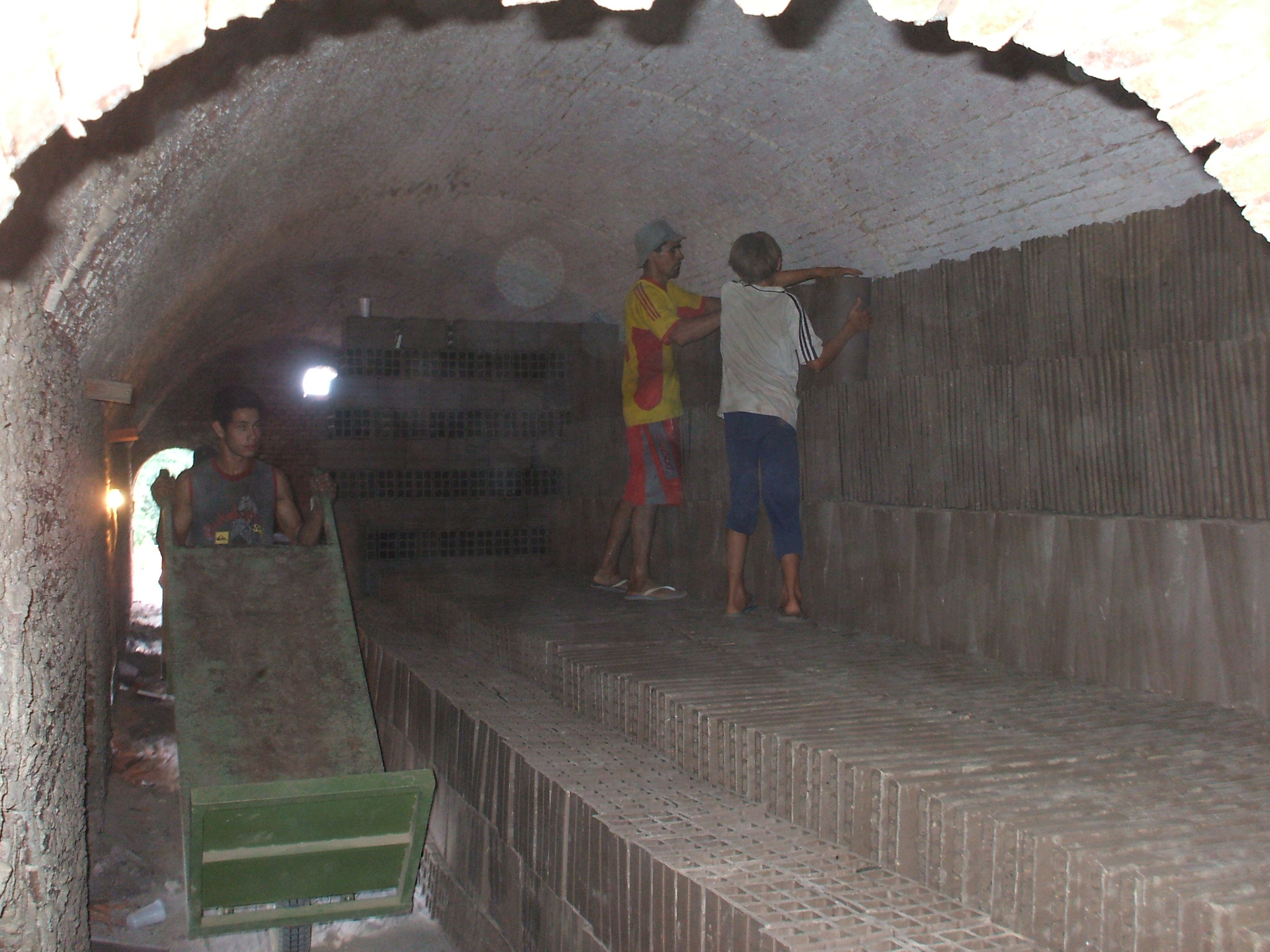
Ein Kind als Mitglied eines jugendlichen Teams in einer Ziegelei 2008 in Paraguay

Nach Angaben der ILO wurde im Bericht aus dem Jahr 2021 erstmals seit dem Jahre 2000 eine Stagnation der sinkenden Kinderarbeit verzeichnet. Während der relative Anteil an Kinderarbeit im Vergleich zu 2016 bei 9,6 % verblieb, stieg die totale Anzahl der Kinderarbeiter um 8,4 Millionen. Somit gab es im Jahre 2020:
- 160 Millionen Kinder im Alter zwischen fünf und 17 Jahren in Kinderarbeit. Nahezu die Hälfte davon, 79 Millionen in gefährlicher Kinderarbeit (hazardous child labour).
- Über die Hälfte (55,8 %) der Opfer von Kinderarbeit sind zwischen 5 und 11 Jahren, 22,2 % zwischen 12 und 14 und 21,9 % zwischen 15 und 17 Jahren.
- Kinderarbeit ist hauptsächlich (70 %) in der Landwirtschaft vertreten (das beinhaltet auch Fischerei, Forstwirtschaft, Vieh- und Fischzucht). Zusätzlich sind 19,7 % sind im Dienstleistungsbereich und weitere 10,3 % arbeiten im Industriellen Sektor (der Bergbau beinhaltet).

|                         | Kinder in Kinderarbeit in Millionen (gerundet) | davon in gefährlicher Kinderarbeit (hazardous work) in Millionen (gerundet) |
| Gesamt                  | 160                                            | 79                                                                          |
| ----------------------- | ---------------------------------------------- | --------------------------------------------------------------------------- |
| Afrika                  | 92,2                                           | 41,4                                                                        |
| Amerika                 | 8,3                                            | 5,7                                                                         |
| Asien und Pazifik       | 48,7                                           | 22,2                                                                        |
| Europa und Zentralasien | 8,3                                            | 7,9                                                                         |
| Arabische Länder        | 2,4                                            | 1,9                                                                         |
| 5-11 Jahre              | 89,3                                           | 25,9                                                                        |
| 12-14 Jahre             | 35,6                                           | 18,1                                                                        |
| 15-17 Jahre             | 35                                             | 35                                                                          |
| männlich                | 97                                             | 50,2                                                                        |
| weiblich                | 62,9                                           | 28,8                                                                        |

### Kinderarbeit im Tourismus

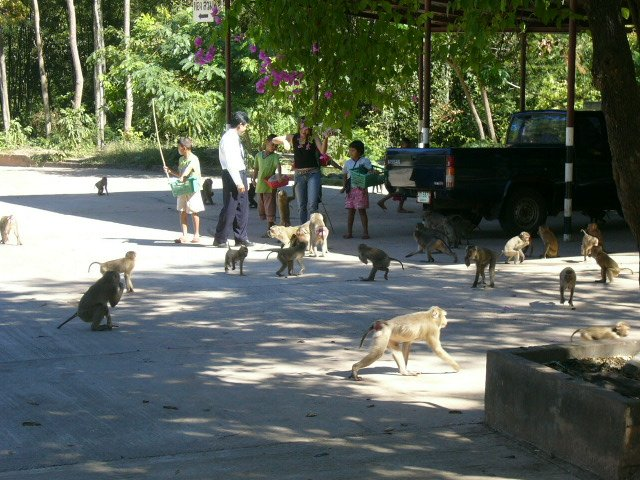
Kinder verkaufen Futter für Affen in Wat Tham Khan (Thailand)

Laut der Internationalen Arbeitsorganisation sind weltweit mindestens 10 % der Beschäftigten im Tourismus Kinder. Davon werden laut UNICEF etwa eine Million sexuell ausgebeutet.

### Beispiel Indien
Genau zwanzig Jahre nach einem Gesetz, das nur die Beschäftigung an „gefährlichen Arbeitsplätzen“ – etwa in Fabriken – unter Strafe stellte, erfolgt 2006 eines, das auch die Arbeit von Kindern unter 14 Jahren in fremden Haushalten und Restaurants umfasst. Skeptiker meinen, dass auch dieses Gesetz wie bisher kaum eingehalten würde. Sie fordern Zusammenarbeit der Arbeitgeber, Nichtregierungsorganisationen und der Regierung und Programme, die es Familien z. B. ermöglichen, ihre Kinder zur Schule zu schicken. Inzwischen kam ans Licht, dass oft Kinder für gefährliche Knochenarbeit mit Presslufthämmern an indischen Steinbrüchen eingesetzt werden. Deshalb verweist Misereor auf das Xertifix-Natursteinsiegel einer unabhängigen Organisation. Die österreichische Hilfsorganisation Jugend Eine Welt verweist auch auf Kinderarbeit in der Feuerwerksindustrie in Indien. Kinder und Jugendliche hantieren mit gefährlichen und hochgiftigen Stoffen, die schwere gesundheitliche Folgen haben. Bisher existiert jedoch noch kein Gütesiegel für Feuerwerkskörper.
Insbesondere das Prinzip Sumangali erlaubt es, soziale Ängste zur Durchsetzung von Kinderarbeit zu nutzen. Es wird insbesondere in der indischen Textilindustrie genutzt.

### Bekämpfung von Kinderarbeit
Eine Kindergewerkschaft ist eine organisierte Gruppe oder Gewerkschaft, in der arbeitende Kinder und Jugendliche sich aktiv und kollektiv für die eigenen Rechte einsetzen. Im Allgemeinen entsteht die Organisation mit externer Unterstützung, etwa durch eine Nichtregierungsorganisation.
Der Verein Xertifix engagiert sich gegen ausbeuterische Kinder- und Sklavenarbeit in der Natursteinbranche.
Goodweave ist ein Gütesiegel für zertifizierte Teppiche ohne ausbeuterische Kinderarbeit.
In einigen Ländern sind Unternehmen verpflichtet, sicherzustellen, dass sowohl bei ihren eigenen Aktivitäten im Ausland als auch bei den Aktivitäten ihrer Zulieferbetriebe im Ausland keine Kinderarbeit zum Einsatz kommt. Für Deutschland fordert eine Initiative ein Lieferkettengesetz, welches Unternehmen zur Einhaltung von Menschenrechten in der Produktion im Ausland verpflichtet.

## Ursachen
Armut: Die Armut in den Familien verhindert, dass sie gleichzeitig notwendige Lebensmittel, Kleidung, Wohnung, medizinische Versorgung oder Bildung erwerben. Daher müssen viele Minderjährige zum Familienunterhalt beitragen. Sie machen deswegen Arbeiten, die sie in Lebensgefahr bringen, wie zum Beispiel die Förderung von Erzen in der Demokratischen Republik Kongo durch ausgebeutete Kinder.
Die Kinderarbeit führt umgekehrt aber auch zu einem erhöhten Angebot an billigen Arbeitskräften und damit zu niedrigen Löhnen. Die Kinderarbeit ist also auch eine Ursache für die Elternarmut.
Kinderhandel: Viele Minderjährige werden aufgrund der Armut in Entwicklungsländern und der Notwendigkeit billiger Arbeitskräfte ausgebeutet. Die Kinder werden dazu gezwungen (verkauft) in Fabriken oder in der Landwirtschaft, auf den Straßen oder eingeschlossen in Minen zu arbeiten, mit allen Risiken, die das mit sich bringt.
Allein lebende Kinder: Wenn die Kinder alleine sind, müssen sie sich Arbeit suchen, um zu überleben. In manchen Fällen werden diese Kinder dazu gezwungen, Sexsklaven, Zwangsarbeitern oder Kindersoldaten zu sein. Oft sind unbegleitete Minderjährige das Ergebnis von Krieg und Flucht, bei dem viele Kinder als Waisen zurückbleiben oder im Chaos der Flucht verloren gehen. Allein im Südsudan sind 63 % aller Flüchtlinge unter 18 Jahren; davon sind geschätzt 75.000 alleine.
Fehlender Bildungszugang: Kinder, die keinen Zugang zu Bildung haben, werden häufiger Opfer von Kinderarbeit. Auf eine Schule zu gehen sichert ihnen Zukunftschancen, die beste Hilfe hierfür ist die Zusammenarbeit mit einem Gemeindezentrum.

## Folgen der Kinderarbeit
Kinderarbeit hat schwerwiegende Auswirkungen auf die physische und emotionale Entwicklung von Kindern:
Physische Konsequenzen: arbeitende Kinder können Krankheiten des Skeletts entwickeln, chronische Krankheiten, Unterernährung, Schnitte und Verbrennungen durch die Arbeit an Maschinen und Werkzeugen die für ihr Alter nicht geeignet sind erleiden oder sie leiden durch Missbrauch von Erwachsenen.
Psychische Konsequenzen: Die Kinder sind lange Zeit in einer feindlichen und gewalttätigen Umgebung, weit weg vom Schutz durch ihre Familie. Wegen der langen Stunden, die sie gezwungen werden zu arbeiten haben sie keine Zeit für die Schule oder andere Aktivitäten. Dadurch werden psychische Probleme verursacht, u. a. geringes Selbstwertgefühl und fehlende Zukunftswünsche.

## Rechtliche Bewertung der Kinderarbeit
Die Vereinten Nationen sichern Kindern 1989 mit der UN-Kinderrechtskonvention das Recht zu, vor wirtschaftlicher Ausbeutung geschützt zu werden. 2002 wurde mit dem ersten Welttag gegen Kinderarbeit ein internationaler Gedenktag eingerichtet, der jährlich am 12. Juni stattfindet. Seit 2003 wird im Rahmen dieses Gedenktages auch verstärkt auf den Kinderhandel (Versklavung) hingewiesen.
In Deutschland ist Kinderarbeit durch das Jugendarbeitsschutzgesetz (JArbSchG) definiert: Arbeit von Kindern oder Jugendlichen, die noch der Vollzeitschulpflicht unterliegen, ist mit im Gesetz festgelegten Ausnahmen, beispielsweise für leichte Tätigkeiten für Kinder ab 13 Jahren, verboten. Die Beschäftigung von Kindern bei Veranstaltungen kann durch die Gewerbeaufsicht genehmigt werden. Der Arbeitgeber muss dann vor Beginn der Arbeiten von Kindern Ausnahmegenehmigungen beantragen, die mit Auflagen, Hinweisen und/oder Bedingungen versehen sein können.
Bolivien legalisierte 2014 die Kinderarbeit ab einem Alter von 10 Jahren, besonders gefährliche Arbeiten wie im Bergbau oder im Zuckerrohranbau blieben verboten. Gleichzeitig wurden auch die Rechte der Kinder gestärkt, beispielsweise wurden der Schulbesuch und regelmäßige Gesundheitschecks festgeschrieben. Der Umgang der Kinderarbeit sank in diesem Zeitraum (850.000 zu 740.000 arbeitende Kinder). Der Schritt wurde kontrovers aufgenommen, Kinderrechtsanwälte begrüßten das Gesetz teilweise wegen der Fortschritte, unter anderem die Internationale Arbeitsorganisation (ILO) kritisierte hingegen das Gesetz, nach ihren Zielen soll sämtliche Kinderarbeit verboten werden. 2018 nahm die bolivianische Regierung das Gesetz daraufhin in wesentlichen Passagen zurück.

## Strittige Fragen
Die Antwort auf die Frage, was als ausbeuterische und was als unproblematische Kinderarbeit gilt, hat sich im Laufe der Geschichte stark gewandelt; sie wird heute noch regional unterschiedlich beantwortet. Insbesondere die Internationale Arbeitsorganisation befürwortet ein generelles weltweites Verbot von Kinderarbeit, von dem es nur in engen Grenzen Ausnahmen geben solle. Gegen diese Haltung wird seit einiger Zeit eingewandt, dass sie die konkreten Interessen betroffener Kinder und ihrer Eltern nicht ernst genug nehme.

### Position der ILO
Die Internationale Arbeitsorganisation (ILO) legt in Art. 2 Abs. 3 der am 26. Juni 1973 beschlossenen „Konvention 138“ („Mindestalter-Konvention“) die Altersgrenze, bis zu der Kinderarbeit im Normalfall verboten werden sollte, auf 15 Jahre fest. Aber die Konvention 138 wurde nur von etwa einem Viertel der ILO-Mitgliedsstaaten ratifiziert. Deutschland unterzeichnete die Mindestalter-Konvention am 8. April 1976.
Im August 2020 hinterlegte der Botschafter des Königreichs Tonga die Ratifizierungsurkunde für die Konvention 182 „zur Abschaffung der schlimmsten Formen der Kinderarbeit“ bei ILO-Generaldirektor Guy Ryder. Damit hatten sich erstmals in der Geschichte der ILO alle 187 Mitgliedsstaaten hinter eine gemeinsame Konvention gestellt.
Die ILO betrachtet heute folgende Formen der Kinderarbeit als ausbeuterisch und setzt sich für die weltweite Abschaffung dieser Formen der Kinderarbeit ein:
- Arbeit von Kindern unter 13 Jahren
- Sklaverei, Schuldknechtschaft und alle Formen der Zwangsarbeit
- Kinderprostitution und -pornographie
- der Einsatz als Kindersoldaten
- illegale Tätigkeiten, wie zum Beispiel Drogenschmuggel
- Arbeit, die die Gesundheit, die Sicherheit oder die Sittlichkeit gefährdet, also zum Beispiel Arbeit in Steinbrüchen, das Tragen schwerer Lasten oder sehr lange Arbeitszeiten und Nachtarbeit

Der weltweite Zuwachs an Wohlstand im Falle einer vollständigen Abschaffung der Kinderarbeit würde Berechnungen der ILO von 2004 zufolge 4 Billionen US-Dollar ausmachen; die Kosten betrügen in diesem Fall 760 Milliarden US-Dollar. Nach Schätzungen der ILO befanden sich 2020 152 Millionen Kinder in Kinderarbeit, 73 Millionen davon mit zusätzlichen Gefährdungen.

### Gegenpositionen
In manchen Gegenden in armen Ländern, etwa im Süden Indiens, setzt allmählich eine Neubewertung der Kinderarbeit ein. Dort gibt es inzwischen teilweise eine gewerkschaftliche Organisation der Kinderarbeiter; Ziel ist dabei nicht die Abschaffung der Kinderarbeit, sondern eine „menschlichere Gestaltung“ (beschränktere Arbeitszeiten, kein Verstecken der Kinderarbeit mehr, Gesundheitsschutz, etwas bessere Löhne). Stärker sind Organisationen arbeitender Kinder in einigen Ländern Lateinamerikas und Afrikas. Sie haben sich als weltweite Kinderbewegung organisiert und 2004 in Berlin ein Welttreffen durchgeführt.
Kritische Sozialwissenschaftler, vor allem im Umkreis von Manfred Liebel, werfen der ILO vor, „tunnelartig begrenzt“ auf das Phänomen Kinderarbeit zu blicken und dabei die positiven schöpferischen Aspekte der Arbeit zu übersehen. Folgende Thesen halten diese Wissenschaftler der ILO entgegen:
1. Nicht nur in der Schule erfolge Lernen; es gebe Bildungskonzepte und reformpädagogische Schulen, die gezielt Lernen mit Arbeitserfahrungen verknüpften.
2. „Menschenwürdige Arbeit“ (decent work) sei nicht nur für Jugendliche eine mögliche Lösung ihrer Probleme, sondern auch für arbeitende Kinder, die bei der Arbeit berufliche Qualifikationen erwerben und ihre Persönlichkeit entwickeln könnten.
3. Kinderarbeit sei nicht immer ein „Entwicklungshindernis“; sie behindere nicht immer die Überwindung von Armut.
4. Im Zentrum aller Überlegungen müsse die Frage stehen, was zur Verbesserung der Situation arbeitender Kinder beitragen könnte; den arbeitenden Kindern und ihren Organisationen müsse Gehör geschenkt und mit ihnen müsse im gegenseitigen Respekt ein ernsthafter Dialog begonnen werden.[31] Die arbeitenden Kinder müssten ebenso wie die erwachsenen Arbeiter dabei unterstützt werden, bessere Arbeitsbedingungen zu erreichen.[32]

In der Mitgliederzeitschrift der GEW Berlin vertritt Manfred Liebel den Standpunkt:

„Ein generelles Verbot der Kinderarbeit bedeutet für Kinder eher Nachteile als Vorteile. Es berücksichtigt nicht die spezifischen Lebensumstände der Kinder und ihrer Familien und kann dort, wo das Arbeitseinkommen der Kinder für das Überleben unverzichtbar ist, die Familien in noch größere Not stürzen. Weder berührt es die Gründe, die Kinder veranlassen zu arbeiten, noch respektiert es deren Willen, ihrer Familie beizustehen. Es versetzt die Kinder, die weiter einer Arbeit nachgehen müssen, in eine Situation der Illegalität und macht sie rechtloser und wehrloser.“

Auch die entwicklungspolitische Organisation Aktion 3. Welt Saar spricht sich gegen ein Verbot der Kinderarbeit aus. In ihrer „Flugschrift“ „Kinderarbeit – wem nützt sie?“ weist auch sie auf die Gefahr hin, dass das Verbot die Kinderarbeit nicht beenden, sondern nur in die Illegalität drängen würde, wo dann „in einem noch rechtloseren Rahmen agiert“ würde. Denn „die ökonomische Notwendigkeit ihrer [der Kinder] Arbeit wird durch ein Verbot nicht aufgehoben, sondern eher noch verschärft“. Die Aktion 3. Welt Saar schlägt in ihrer Flugschrift auch einen konkreten Maßnahmenkatalog vor:
1. Die Anerkennung der schon seit den 70er Jahren existierenden Organisationen der arbeitenden Kinder und Jugendlichen durch die ILO und andere internationale Organisationen, damit sie „ihre Interessen vertreten und ihre Rechte durchsetzen können – lokal, national und international“.
2. Einen stärkeren Fokus auf die Durchsetzung der UN-Kinderrechtskonvention.
3. Fairer Handel sollte ausgebaut werden, damit Eltern genug verdienen können und damit die ökonomische Notwendigkeit der Kinderarbeit entfällt.
4. Das Projekt „Kommunen kaufen Produkte ohne Kinderarbeit“. Hintergrund ist, dass „die Aufträge der Kommunen in Deutschland 360 Milliarden Euro umfassen. Mit etwa 60 % aller öffentlichen Aufträge sind sie die größten Auftraggeber“. Nach der Idee der Aktion 3. Welt Saar sollen die Kommunen mit gutem Beispiel vorangehen und „auf Produkte aus ausbeuterischer Kinderarbeit verzichten“. So habe zum Beispiel die Gemeinde Rehlingen-Siersburg schon im Dezember 2005 einen solchen Beschluss gefasst, im April 2007 hat sich auch der saarländische Landtag diesem Entschluss angeschlossen.

Die Kinderhilfsorganisation Terre des Hommes tritt für „würdige Arbeit“ von Kindern ein:

„Kinderarbeit ist nicht per se ausbeuterisch. Mädchen und Jungen arbeiten mit und lernen dabei zum Beispiel durch Mithilfe im Haushalt die grundlegenden Fertigkeiten der Hauswirtschaft oder durch Mithilfe im elterlichen Betrieb verschiedene Handwerks- oder Landbebauungstechniken. Durch Mithilfe und Arbeit werden wichtige gesellschaftliche Werte vermittelt, wie zum Beispiel Zusammenarbeit und Einsatz für eine Gemeinschaft. Arbeit kann ein Mittel zur Selbstverwirklichung sein und kann materielle und soziale Bedürfnisse befriedigen. Werden Kinder ihrem Alter und ihren Fähigkeiten entsprechend an Arbeiten beteiligt, erlangen sie Selbstbewusstsein und lernen, gemeinsam mit anderen produktiv für die Gemeinschaft zu sein.“

Laut einem Bericht der Bundesregierung von 2000 gibt es bei vielen Kindern und deren Eltern kein Verständnis für das rigorose Verbot der Kinderarbeit:

„Nach den Feststellungen der Länder zeigen sich Kinder häufig an der Aufnahme einer Beschäftigung interessiert. Eine Beschäftigung werde zumeist aufgrund finanzieller Gesichtspunkte angestrebt. Daneben spiele aber auch das Interesse an der Arbeit selbst eine Rolle. Die Eltern hätten meist keine Einwände gegen die Erwerbstätigkeit ihrer Kinder. Sie machten geltend, durch eine Beschäftigung könnten die Kinder die Freizeit sinnvoll nutzen und eigenes Geld verdienen. Zudem biete sie den Kindern nach Auffassung vieler Eltern die Gelegenheit, erste Erfahrungen im Berufsleben zu sammeln. Angesichts dessen betrachte ein Teil der Eltern und Kinder die geltenden rechtlichen Bestimmungen zur Kinderarbeit in erster Linie als Beschränkungen und nicht als Maßnahmen zum Schutz der Kinder. Infolgedessen brächten sie für staatliche Kontrollen wenig Verständnis auf. Das Unrechtsbewusstsein bei Rechtsverstößen sei mitunter nicht sehr ausgeprägt. Der Sinn des grundsätzlichen Verbots von Kinderarbeit im gewerblichen und industriellen Bereich werde infrage gestellt.“

Ökonomen wie Fabrizio Zilibotti argumentieren, dass ein striktes Verbot der Erwerbsarbeit für Kinder in Entwicklungsländern dazu führen könne, dass diese dann unbezahlt auf dem heimischen Hof mitarbeiten müssten, wodurch sich ihre Bildungs- und Aufstiegschancen weiter verschlechtern würden.
Auch der Ökonom Matthias Döpke (Professor an der Northwestern University in Illinois, USA) meint, dass internationale Boykotte gegen Kinderarbeit eher verschlimmern als verbessern.
Döpke und Zilibotti schrieben 2009 zusammen zwei 'working paper' zu dem Thema.

### Marxistische Sicht
Im ersten Quartal 2010 setzte sich die marxistische Theoriezeitschrift GegenStandpunkt mit der Thematik Kinderarbeit und der damit einhergehenden Diskussion zwischen Befürwortern und Gegnern eines Verbots der Kinderarbeit auseinander. Aus marxistischem Verständnis der Marktwirtschaft heraus werden dabei sowohl Befürworter als auch Gegner eines Verbots kritisiert. So wird grundlegend bei dem „Skandal der Kinderarbeit“ auf die Lohnarbeit im Allgemeinen hingewiesen:

„Kinderarbeit rechnet sich: Für eine Gewinnrechnung, die mit Kosten und Überschüss kalkuliert, für die der niedrige Preis und die ausgiebige Arbeitsleistung der eingekauften Arbeitskräfte daher ein entscheidendes Mittel ist, für die lohnen sich billige, überreichlich vorfügbare, wehrlose Kinderarbeiter – und das sogar ganz besonders. […] Billigkeit des Lohns und rücksichtslose Verausgabung der Arbeitskraft sind Bedingungen von ‚Beschäftigung‘; die Not, Geld verdienen zu müssen, macht Lohnarbeiter erpressbar; […] Kinderarbeit ist ein besonders eklatanter Fall der Kalkulation mit rentabler Arbeit.“

### Kinderleistungssport
Da mit ca. 7 Jahren Training zu rechnen ist, bevor eine Höchstleistung erreicht wird, ist das Leistungstraining in Sportarten, deren Höhepunkt sehr früh liegt (z. B. Gerätturnen vor der Pubertät, also 20 Stunden Training/Woche mit 12 Jahren), als Kinderarbeit zu klassifizieren, da in den Leistungskadern Geld verdient wird. In bestellten juristischen Gutachten hat sich der DOSB zwar gegen den Vorwurf gewehrt, Kinderarbeit zu organisieren, das Problem bleibt jedoch bestehen, dass auch in Deutschland und anderen westlichen Industrienationen mit fremdbestimmtem Training (=Arbeit) Geld verdient wird.